# كورتيس فاولر
كورتيس فاولر (بالإنجليزية: Curtis Fuller)‏ هو عازف جاز وملحن أمريكي، ولد في 15 ديسمبر 1934 في ديترويت في الولايات المتحدة.

## وصلات خارجية
- كورتيس فاولر على موقع IMDb (الإنجليزية)
- كورتيس فاولر على موقع ميوزك برينز (الإنجليزية)
- كورتيس فاولر على موقع أول ميوزيك (الإنجليزية)
- كورتيس فاولر على موقع ديسكوغز (الإنجليزية)
- كورتيس فاولر على موقع قاعدة بيانات الفيلم (الإنجليزية)